# Cotylorhynchus
Cotylorhynchus (лат.) — род казеид, включающий самых крупных представителей клады Caseasauria. Известен из отложений нижней и средней перми с территории Северной Америки и Италии.

## Виды
Типовой вид Cotylorhyncus romeri описан по хорошо сохранившимся полным скелетам. Мог достигать почти 3 метров в длину. Обладал очень маленькой головой, уплощенным бочкообразным телом, длинным хвостом и очень мощными короткими ногами с хорошо развитыми когтями. Фаланговая формула сокращена.
Cotylorhynchus hancocki — самый крупный представитель, доходил до 6 метров в длину и до 2 тонн массой. Крупнейшее растительноядное наземное позвоночное своего времени. Вид был описан Олсоном и Бирбауэром в 1953 году из среднепермских слоев формации Сан-Анжело (кунгурская эпоха, около 270 млн лет назад) в Техасе. Отличался более мощными конечностями, когти передних лап достигали 7—8 см в длину.
Третий вид — Cotylorhyncus bransoni — известен из средней части формации Флауэрпот в Оклахоме. Он близок по размеру к типовому виду, но отличался рядом деталей строения, в том числе более короткими конечностями.